# Claude Martin
Claude Auguste Martin (født 10. oktober 1930 i Paris, død 5. december 2017 i Chambellay) var en fransk roer.

## Rokarriere
Martin var med i den franske firer med styrmand ved OL 1952 i Helsinki, hvor franskmændene nåede semifinalen.
Ved EM året efter roede han toer med styrmand og vandt guld sammen med Guy Nosbaum og styrmand Daniel Forget. Året efter vandt Forget og Martin EM-sølv og i 1955 -bronze, disse to gange med Édouard Leguery i stedet for Nosbaum. Ved middelhavslegene i 1955 vandt han guld sammen med Leguery.
Ved OL 1960 i Rom var Martin igen med i fireren med styrmand, hvor resten af besætningen bestod af Robert Dumontois, Jacques Morel, Guy Nosbaum og styrmand Jean Klein. Franskmændene blev blot nummer tre i deres indledende heat, men kvalificerede sig til semifinalen med sejr i opsamlingsheatet. I semifinalen blev de nummer to efter den tyske både, og i finalen var tyskerne igen bedst og sikrede sig guldet, mens Martin og hans hold fik sølv og italienerne bronze.

## Videre karriere
Martin gik efter at have afsluttet sin sportskarriere ind i politik og sad i to perioder i Assemblée Nationale for partiet Unionen for Republikkens Forsvar (1968-1973 og 1978-1981).

## OL-medaljer
- 1960:  Sølv i firer med styrmand